# Francesco Bardi
Pour les articles homonymes, voir Bardi (homonymie).
Francesco Bardi, né le 18 janvier 1992 à Livourne en Italie, est un footballeur italien évoluant au poste de gardien de but au Palerme FC.

## Biographie

### En club
Francesco Bardi fait ses débuts professionnels le 16 mai 2010 à l'AS Livourne Calcio, le club de sa ville natale, face au Parme FC lors de la dernière journée de Serie A (défaite 4-1).
En janvier 2011, il est acheté en copropriété par l'Inter Milan[réf. nécessaire]. Il y évolue avec l'équipe primavera et y remporte le tournoi de Viareggio 2011 à l'issue duquel il est élu meilleur gardien de but de la compétition.
Afin de lui faire gagner en expérience, l'Inter Milan le prête à l'AS Livourne la saison suivante. Le 27 août 2011, il fait ses débuts en Serie B face au FC Crotone (victoire 1-2). Il dispute la saison en tant que titulaire et joue 34 des 38 matches.
Le 14 juillet 2012, Francesco Bardi est prêté au Novare Calcio en Serie B en compagnie de son coéquipier Rodrigo Alborno (en). Il y débute le 25 août 2012 face à l'US Grosseto (match nul 1-1).

### En sélection
Après avoir évolué parmi les catégories de jeunes italiennes, Francesco Bardi fait ses débuts avec l'équipe d'Italie espoirs le 24 mars 2011 lors d'un match amical face à la Suède en remplaçant Carlo Pinsoglio à la mi-temps (victoire 3-1).
Le gardien de but dispute son premier match officiel avec les espoirs italiens en étant titularisé face à la Turquie le 10 novembre 2011 (victoire 0-2).

## Statistiques
| Saison                | Club                      | Championnat           | Championnat | Championnat | Coupe(s) nationale(s) | Coupe(s) nationale(s) | Compétition(s) continentale(s) | Compétition(s) continentale(s) | Compétition(s) continentale(s) | Total | Total |
| Saison                | Club                      | Division              | M.          | B.          | M.                    | B.                    | Comp.                          | M.                             | B.                             | M.    | B.    |
| 2009-2010             | AS Livourne               | Serie A               | 1           | 0           | -                     | -                     | -                              | -                              | -                              | 1     | 0     |
| 2010-2011             | AS Livourne               | Serie B               | -           | -           | -                     | -                     | -                              | -                              | -                              | 0     | 0     |
| 2010-2011             | Inter Milan               | Serie A               | -           | -           | -                     | -                     | C1                             | -                              | -                              | 0     | 0     |
| 2011-2012             | AS Livourne (prêt)        | Serie B               | 34          | 0           | 1                     | 0                     | -                              | -                              | -                              | 35    | 0     |
| 2012-2013             | Novare Calcio (prêt)      | Serie B               | 35+2        | 0           | 1                     | 0                     | -                              | -                              | -                              | 38    | 0     |
| 2013-2014             | AS Livourne (prêt)        | Serie A               | 35          | 0           | -                     | -                     | -                              | -                              | -                              | 35    | 0     |
| 2014-2015             | Chievo Vérone (prêt)      | Serie A               | 10          | 0           | 1                     | 0                     | -                              | -                              | -                              | 11    | 0     |
| 2015-2016             | Espanyol Barcelone (prêt) | Liga BBVA             | -           | -           | 2                     | 0                     | -                              | -                              | -                              | 2     | 0     |
| 2015-2016             | Frosinone Calcio (prêt)   | Serie A               | 2           | 0           | -                     | -                     | -                              | -                              | -                              | 2     | 0     |
| Total sur la carrière | Total sur la carrière     | Total sur la carrière | 119         | 0           | 50                    |                       | -                              | 0                              | 0                              | 169   | 0     |